# Branwen

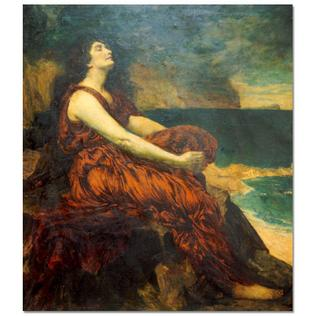
Christopher Williams, Branwen, 1915

Branwen, hija de Llŷr, es un carácter importante en la Segunda Rama del Mabinogi. Branwen es una hija de Llŷr y Penarddun. Está casada con el Rey de Irlanda, pero el matrimonio no trae la paz.

## Su historia
La historia comienza con el hermano de Branwen, Bendigeidfran (Brân el Bendito), Rey de Gran Bretaña, sentado en una roca cerca del mar en Harlech y viendo los barcos de Matholwch, rey de Irlanda, que se acercan. Matholwch ha venido para pedir la mano de Branwen en matrimonio. Bendigeidfran apalabra esto y celebran un festín. Mientras el festín se desarrolla bien, Efnisien, un medio hermano de Branwen y Bendigeidgfran, llega y pregunta por qué hay celebraciones. Una vez enterado, se pone furioso porque su media hermana ha sido dada en matrimonio sin su consentimiento, y mata a los caballos de Matholwch. El conciliador Bendigeidfran le da al rey un mágico caldero que puede traer los muertos a la vida, pero mudos.
Cuando Matholwch regresa a Irlanda con su nueva esposa, consulta con sus nobles si creen que Matholwch no fue bastante compensado por sus caballos. Para redimir su honor, Matholwch emplea a Branwen en las cocinas. Branwen da a luz a un heredero, Gwern. Doma un caballo starling y lo envía a través del Mar irlandés con un mensaje para su hermano y Bendigeidfran trae una fuerza de Gales a Irlanda para rescatarla. Algunos irlandese ven al gigante Bendigeidfrân vadeando el mar e informan a Matholwch, quién retrocede allende un río y destruye los puentes. Aun así, Bendigeidfran es tan grande que se pone sobre el río para servir como puente para sus hombres. Matholwch, temiendo guerra, intenta reconciliarse con Bendigeidfran y construye una casa bastante grande para él en su honor.  Matholwch Apalabra dar el reino a Gwern, su hijo con Branwen, para pacificar a Bendigeidfran.  A Los señores irlandeses no les gusta la idea, y muchos se esconden en bolsas de harina para tender una emboscada.  Efnisien adivina qué está pasando y mata los hombres escondidos exprimiendo sus cabezas.  En el festín Efnisien se vuelve loco y echa su sobrino Gwern al fuego.

## Guerra contra Irlanda
Esto provoca una guerra genocida en la que mueren todos los habitantes de Irlanda excepto cinco mujeres embarazadas que repueblan la isla. Del bando gales solo sobreviven siete que regresan con Branwen y la cabeza decapitada de Bendigeidfran. Pero Branwen muere poco después de dolor al haber visto tanta destrucción, llorando "Oi, un fab Duw! Gwae fi o Soy genedigaeth. Da o ddwy ynys Un ddiffeithwyd o soy hachos i" ('Oh Hijo de Dios!, Dos islas justas han sido devastadas por mi culpa!'). Está enterrada junto al río Alaw.

### Ediciones y texto galeses
- Branwen Ferch Lyr. Ed. Derick S. Thomson. Medieval and Modern Welsh Series Vol. II. Dublin: Dublin Institute for Advanced Studies, 1976. ISBN 1-85500-059-8